# Río Caldes
El río Caldes o de Calders es un curso de agua del este de la península ibérica, afluente del Bergantes. Discurre por la provincia española de Castellón.

## Curso
Discurre por la provincia de Castellón. El río, que fluye primero hacia el oeste por un profundo barrancoa, tras recibir las aguas del río Sellumbres gira al norte, pasando por las cercanías de lugares como Cinctorres y Forcall, hasta terminar desembocando en el río Bergantes. Aparece descrito en el quinto volumen del Diccionario geográfico-estadístico-histórico de España y sus posesiones de Ultramar de Pascual Madoz de la siguiente manera:

CALDES: r. de la prov. de Castellon de la Plana, part. jud. de Morella. Nace al S. de esta v., cerca de la hermosa vega, llamada el Moll, desde cuyo punto formando solo un profundo barranco, corre en direccion de E. á O. hasta que cerca de Cinc-Torres, recibe las aguas de la rambla de Sellumbres y de la Cañada de Ares (V.). Tuerce al momento hacia el N. cruzando por el térm. de Serrañano; lame las paredes de la v. de Forcall, que deja á la izq., en cuyo punto se encuentra un sólido puente de silleria y mamposteria, y despues de engrosarse con las aguas de la rambla de Cantavieja (V.), confluye con el r. Bergantes, con cuya denominación, ó con la del r. Forcall (V. ambos) sale de la prov. y se confunde con el Guadalope en la de Teruel. Es un r. bastante respetable por las considerables vertientes que recibe, y muy temible en tiempo de lluvias. Cria alguna pesca de barbos y madrillas, aunque no en mucha cantidad.
(Madoz, 1846, p. 286)

Las aguas del río, perteneciente a la cuenca hidrográfica del Ebro, acaban vertidas en el mar Mediterráneo.